# Чарклі
Ча́рклі (рос. Чаркли, чув. Çарăклă) — селище у складі Вурнарського району Чувашії, Росія. Входить до складу Буртасинського сільського поселення.
Населення — 183 особи (2010; 238 у 2002).
Національний склад:
- чуваші — 87 %